# Stiftskrypta Nörten

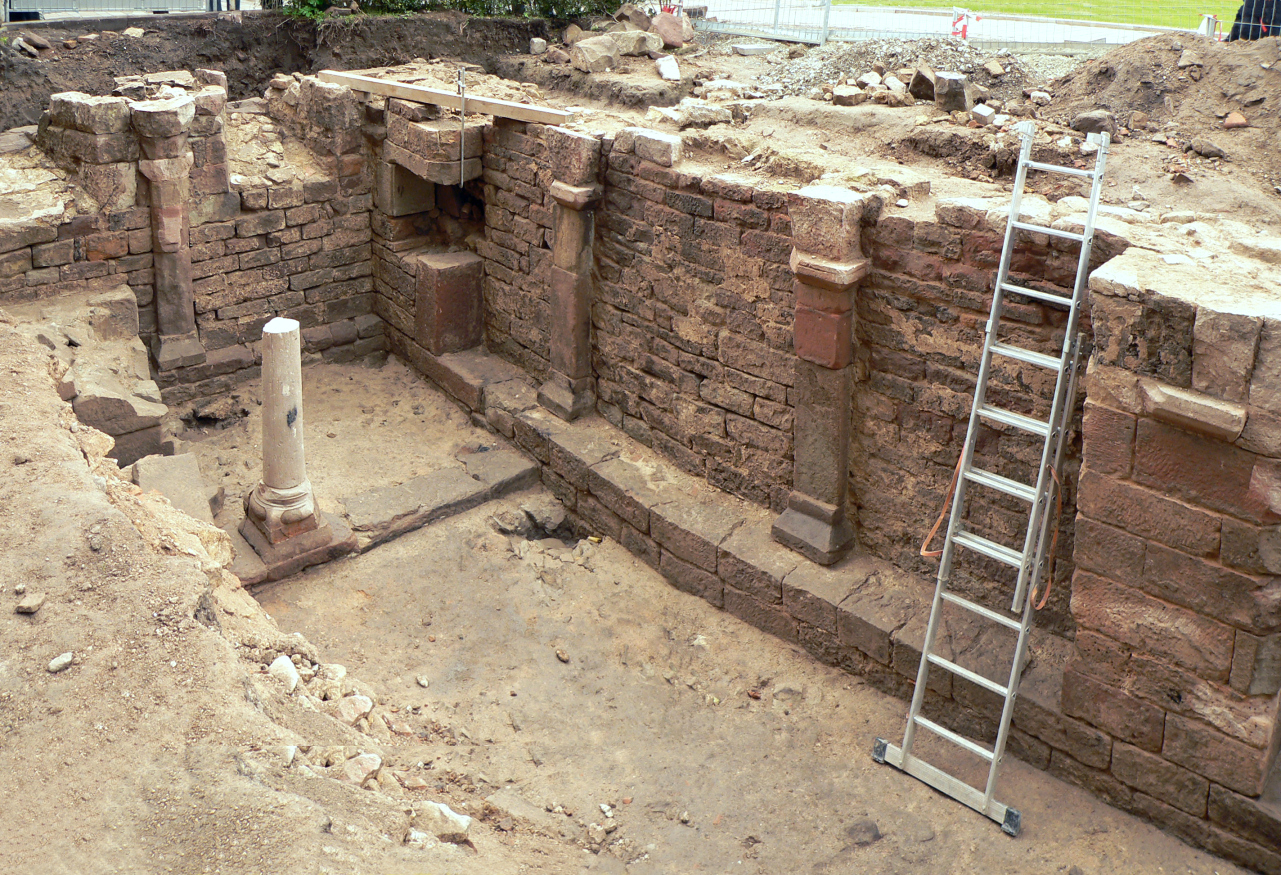
Südöstlicher Bereich der freigelegten Krypta mit freistehender Säule und zerschlagenem Altar links

Die Stiftskrypta Nörten wurde im Jahr 2014 bei kirchenarchäologischen Ausgrabungen am Stiftsplatz in Nörten-Hardenberg neben der 1895 erbauten St.-Martins-Kirche entdeckt und in Teilen vorübergehend freigelegt. Die bis dahin unbekannte Krypta wird für die Geschichte des Bistums Hildesheim und die Lokalgeschichte als archäologisch hochbedeutend angesehen.

## Lage

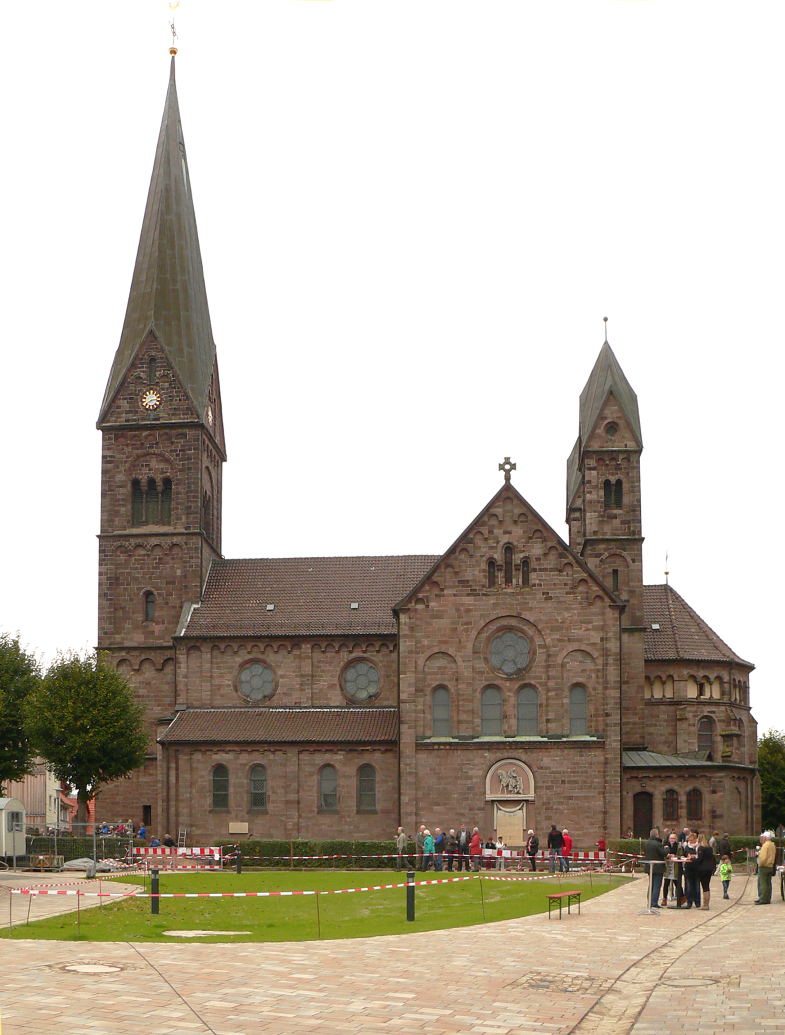
Der 2014 umgestaltete Stiftsplatz mit der 1895 erbauten St.-Martins-Kirche, vor der die Krypta liegt

Die Reste der Krypta befinden sich am nördlichen Ende des Stiftsplatzes unmittelbar südlich der 1895 errichteten St.-Martins-Kirche auf Grund des Bistums Hildesheim, wo sie im Jahre 2014 knapp unter der Rasenoberfläche entdeckt wurde. Der etwa 20 × 60 Meter große Stiftsplatz und sein Umfeld gelten als Keimzelle des Ortes Nörten, dessen Anfänge bis ins 10. Jahrhundert zurückgehen. Es war bekannt, dass es an diesem Platz im Laufe der Zeit mehrere Kirchengebäude gegeben hat. Wie der Ort Nörten wurden sie wahrscheinlich durch Stadtbrände (in den Jahren 1599 und 1616) und durch Kriegsereignisse (1447, 1626) zerstört.

## Baugeschichte
Die Krypta entstand um 1130 als romanischer Gewölbebau unter der Kirche des im Jahre 1055 gegründeten Petersstifts Nörten. Später wurde sie im gotischen Stil umgestaltet. Das Ende für Kirche und Krypta kam während des Dreißigjährigen Krieges, als Truppen des protestantischen Herzogs Christian von Braunschweig-Wolfenbüttel, genannt „der tolle Christian“, den Ort 1626 plünderten und in Brand steckten. Danach wurde die Krypta mit dem Schutt der zerstörten Kirche verfüllt. In der Folgezeit kam es über der Krypta zu einem Kirchenneubau und zu verschiedenen Um- und Anbauten. Ein dabei im 17. Jahrhundert verlegtes Pflaster überdeckte die Krypta. 1893 wurde die alte Kirche abgerissen und durch einen leicht nach Norden versetzt liegenden Neubau ersetzt.

## Entdeckung und Ausgrabung
Im Jahr 2014 ließ die Gemeinde Nörten eine Neugestaltung des Stiftsplatzes vornehmen. Da mit der Entdeckung historischer Bodenrelikte gerechnet wurde, erhielt ein Grabungsunternehmen den Auftrag zu archäologischen Untersuchungen. Sie erfolgten bereits ab dem Jahr 2013, unter anderem mittels Georadar, womit sich im Untergrund des Platzes an einigen Stellen massive Baustrukturen feststellen ließen. Bei einem im Jahr 2013 durchgeführten Suchschnitt entdeckten Archäologen 35 Zentimeter unter dem Asphalt Fundamente eines Kirchturms.
Im Frühjahr und Sommer 2014 fanden sich bei baubegleitenden archäologischen Untersuchungen im südlichen Bereich des Stiftsplatzes Reste von gepflasterten Wegen sowie ein Abwasserkanal. Im nördlichen Bereich wurden verschiedene Fundamente von Kirchengebäuden sowie deren Anbauten aus dem 17. und 18. Jahrhundert freigelegt. Auch stießen die Archäologen im Umfeld der St.-Martins-Kirche auf menschliche Knochen, die von Bestattungen herrührten.

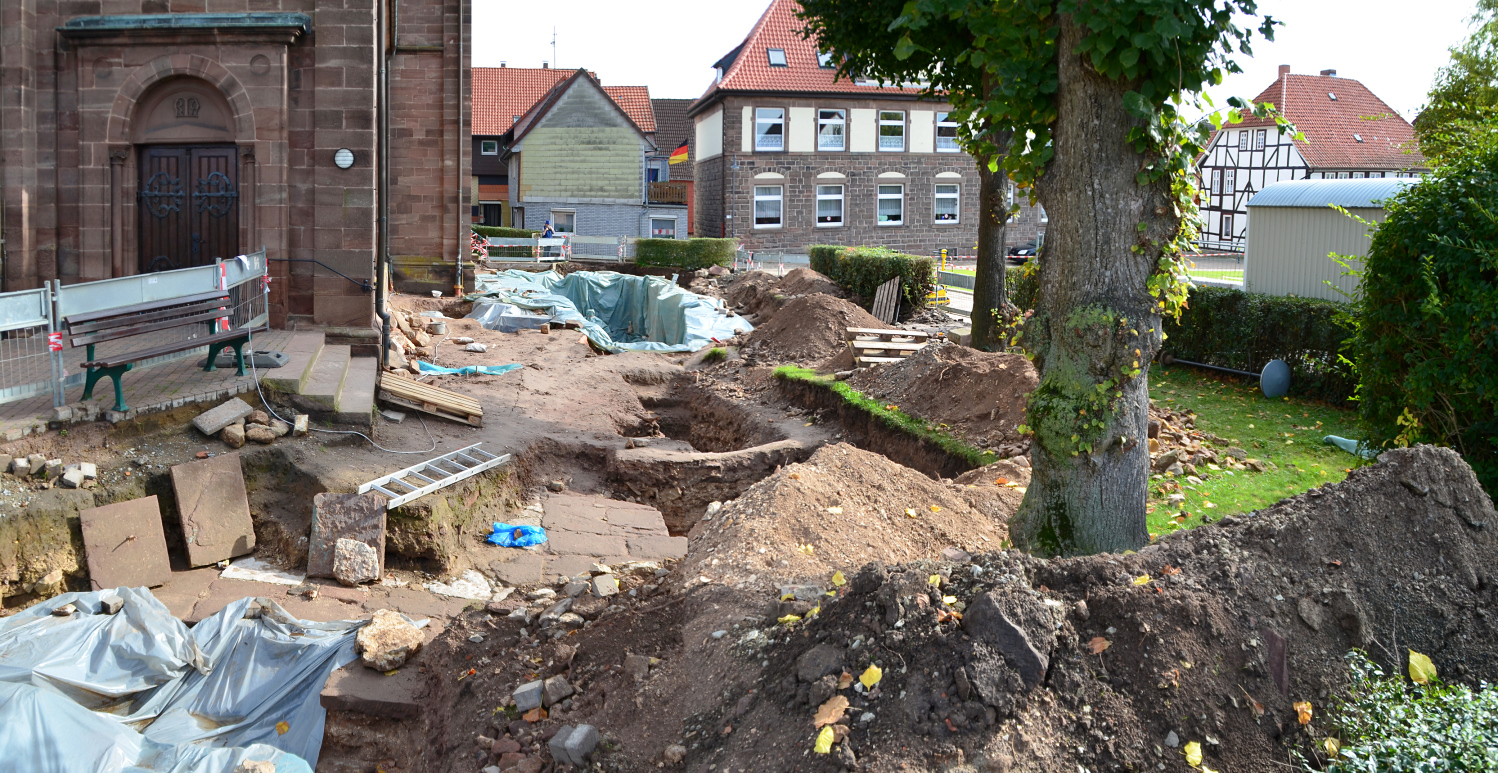
Die Grabungsstelle von Westen gesehen

Bei weiteren Erdarbeiten vor der St.-Martins-Kirche wurden im September 2014 unter dem Rasen mittelalterliche Mauerreste sowie Sandsteinplatten entdeckt, die das Bistum Hildesheim durch ein Grabungsunternehmen freilegen ließ. Bei den Platten handelte es sich um den Fußboden einer früheren Kirche, der sich laut einer überlieferten Rechnung aus dem Jahre 1691 datieren ließ. Dieses Datum diente bei der Ausgrabung der zeitlichen Einordnung von entdeckten Laufhorizonten. Im Verlauf weiterer archäologischer Untersuchungen traten die Reste einer mit Schutt verfüllten Krypta zutage, die etwa zur Hälfte freilegt wurde. Ursprünglich war geplant, die Grabung nach kurzer Zeit zu beenden. In Anbetracht des guten Erhaltungszustands und der wissenschaftlichen Bedeutung der Fundstätte wurde die Ausgrabung der Krypta fortgesetzt. Sie führte zur Freilegung der Ost- und Südwand sowie ihres Westabschlusses. Ihre Nordwand konnte ohne eine Gefährdung der heutigen St. Martins-Kirche nicht ergraben werden. Zu den Fundstücken der Ausgrabung zählen mehrere hundert Gegenstände; darunter Münzen, eine Pistolenkugel aus Blei und ein sechseckiger eiserner Leuchter.

### Verfüllung

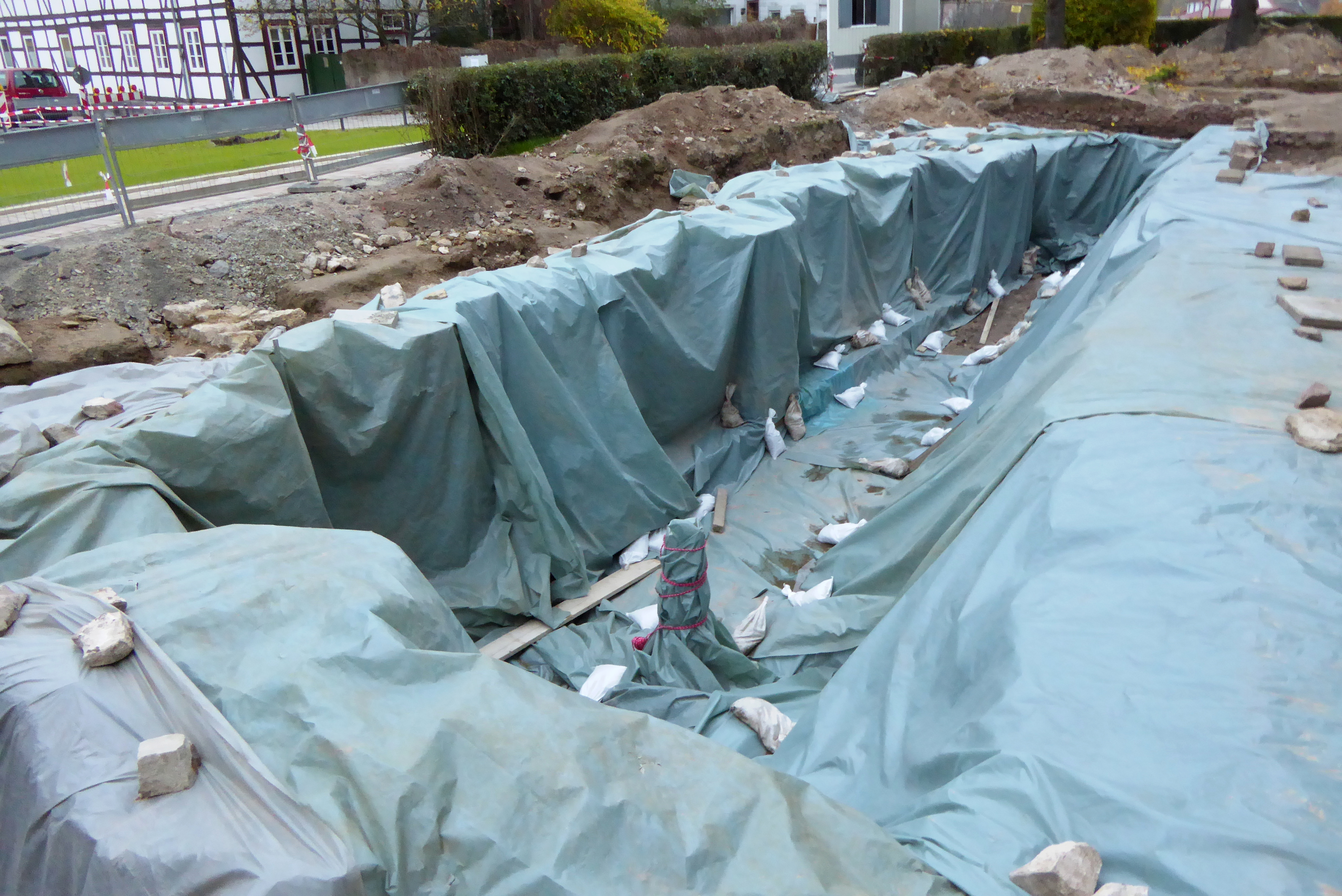
Die mit Planen abgedeckten Reste der Krypta im November 2014 vor der Verfüllung

Nach mehrwöchiger Ausgrabung entschieden der Flecken Nörten-Hardenberg und das Bistum Hildesheim im Oktober 2014, die Ausgrabungsstelle wieder zu verfüllen, da sich die Kosten für eine dauerhafte Präsentation und Begehbarkeit der Krypta im sechsstelligen Eurobereich bewegt hätten. Der niedersächsische Landesarchäologe Henning Haßmann befürwortete aus konservatorischen Gründen seinerzeit eine baldige denkmalgerechte Verfüllung zum Schutz der Fundstätte. Die Sicherung sei noch vor dem Winter notwendig, da in das Mauerwerk eingedrungene Feuchtigkeit durch Frost die Steine sprengen würde. Ebenso bestehe für die freigelegten Sandsteine die Gefahr des Austrocknens. Vor dem Zuschütten erfolgte eine elektronische Vermessung und fotografische Dokumentation der Baureste für eine spätere 3D-Rekonstruktion. Die Verfüllung erfolgte Anfang Dezember 2014 mit Feinkies und Mutterboden. Das Mauerwerk wurde zuvor durch Folien und Vlies geschützt. Später, wenn Fördermittel und ein Konzept zum Umgang mit der Fundstätte vorliegen, kann die Grube für weitere Grabungen jederzeit wieder geöffnet werden. Die örtliche Kirchengemeinde hatte sich zuvor für eine dauerhafte Sichtbarkeit der Krypta engagiert und dafür Unterschriften gesammelt.

## Beschreibung
Die etwa 16 Meter lange Krypta wurde im Inneren auf gesamter Länge ausgegraben. Ihre Breite wird auf rund 7 Meter geschätzt, was sich durch eine Spiegelung von der erkannten Mittelachse auf den nicht freigelegten Teil ergibt. Die Ausgrabung konnte nicht in der gesamten Breite erfolgen, da dies die Baustatik des angrenzenden Kirchengebäudes beeinträchtigt hätte. Der bei der Ausgrabung festgestellte gute Erhaltungszustand der Krypta ist laut den Archäologen auf die damalige Verwendung hochwertiger Baumaterialien zurückzuführen.

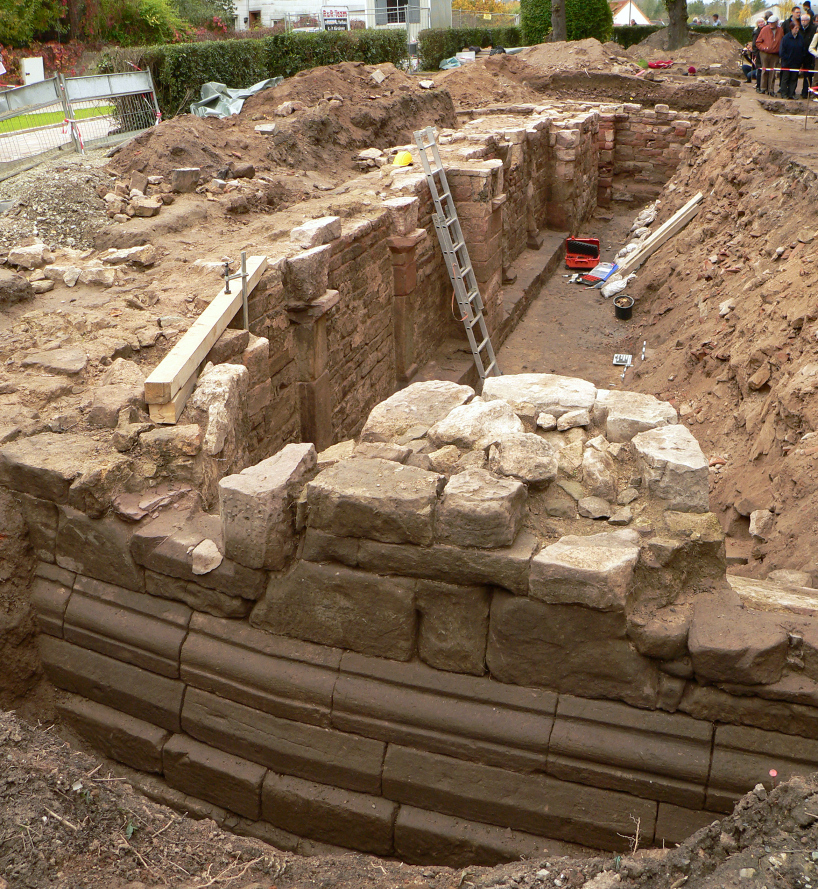
Sockelgesims an der Ostwand der freigelegten Krypta, dahinter linksseitig die lange Südwand

Das Mauerwerk der Krypta wurde in rotem Sandstein errichtet, in dem sich einzelne weiße und grünliche Sandsteine sowie Travertin finden. Die zweischalige Mauer ist auf der Außen- und der Innenseite sorgfältig gearbeitet, während der Zwischenraum mit Bruchsteinen verfüllt ist. An den Innenwänden haben sich an einzelnen Stellen des Mauerwerks Putzreste erhalten, die einen weißen Kalkanstrich und geringe Reste eines Farbanstrichs aufweisen. Im Inneren der Krypta fanden sich schwärzliche Verfärbungen, die von einem Brand bei der Zerstörung der darüber liegenden Kirche 1626 während des Dreißigjährigen Kriegs stammen dürften. Der Fußboden der Krypta bestand aus einem Kalkestrichboden, der durch den Brand und herabstürzende Schuttteile großflächig beschädigt worden ist. Nach der Zerstörung der Kirche wurde der an der Westseite liegende Kryptazugang, der als Treppe in ein Kirchenschiff führte, zugemauert.
Die Nordwand der Krypta liegt im Bereich des heutigen Kirchenbaus und konnte nicht freigelegt werden, ohne dessen Statik zu beeinträchtigen. Es erscheint möglich, dass sie der 1895 errichteten Kirche als Fundament dient.
Die lange Südwand ist durch mehrere konstruktive Bauelemente gegliedert. Dazu zählen Pilaster als Auflieger für das Gewölbe der Krypta. Ein vorstehender Pfeiler ist besonders massiv ausgeführt, was auf einen Vierungspfeiler der darüber liegenden Kirche am Kreuzungspunkt von Haupt- und Querschiff schließen lässt. Etwa mittig in der Südwand findet sich ein kleines, in Sandstein eingefasstes Fenster, dessen Lichtöffnung die Form eines Vierpasses hat.
In der Ostwand fanden sich drei Fensteröffnungen, die sich der romanischen Bauphase der Krypta zurechnen lassen. In späterer gotischer Zeit sind sie umgearbeitet worden und erhielten Fensterbänke aus Sandstein. Im östlichen Bereich befindet sich der Altarbereich, dessen Bodenniveau leicht erhöht ist. Der aus Steinen gemauerte Altar ist an die Ostwand angesetzt. Er weist an einer Ecke Beschädigungen auf, die anscheinend durch Aufschlagen entstanden sind. Daneben liegt die Mensa als abdeckende Steinplatte auf dem Fußboden. In einem einzelnen Stein des Altars befindet sich eine Vertiefung, die wahrscheinlich als Sepulcrum der Aufnahme eines Gefäßes mit einer Reliquie diente. Dieser Befund spiegelt die historische Situation von 1626 im Dreißigjährigen Krieg wider, als die Reliquie beim Brand der Kirche gesichert oder entwendet wurde.
In der Südostecke der Krypta befinden sich an der Wand Reste eines steinernen Sakramentenhäuschens, in dem vermutlich für den Gottesdienst verwendete Gegenstände aufbewahrt wurden. Auch hier sind zwei Steinplatten herausgerissen und abgeschlagen worden.
Die Krypta verfügte über 2 Säulenreihen mit je 6 Säulen, die das darüber liegende Kreuzgratgewölbe trugen. Eine Säule ist gut erhalten und eine andere trug ein romanisches Würfelkapitell. Die deutlichsten Hinweise auf die Entstehungszeit der Krypta lieferten bisher die Basen der Säulen. Sie lassen sich anhand ihrer Ausführung dem ersten Viertel des 12. Jahrhunderts zuordnen.
Im Bereich der Krypta oder im näheren Umfeld wird der Standort einer noch älteren hölzernen Kirche als Vorgängerbau aus dem 8. Jahrhundert vermutet, denn Schriftquellen zufolge kam es zur Gründung der Pfarrkirche St. Martin zwischen 741 und 768. Bei den Ausgrabungen konnten allerdings keine Baubefunde einer Holzkirche festgestellt werden. Sie wären bei der Errichtung der Krypta um 1130 zerstört worden, da dieser Bau kellerartig in die Tiefe geht.
Bei den Ausgrabungen wurde westlich der Krypta das Fundament des quadratischen, 1893 abgerissenen Kirchturms freigelegt. Die Ausführung ließ auf eine mit einem Bogen überwölbte Turmhalle schließen, die den Eingang zur Kirche darstellte. Anhand der Mauertechnik sowie des verwendeten Mörtels war zu erkennen, dass der Turm und die Krypta zu unterschiedlichen Zeiten entstanden sind.

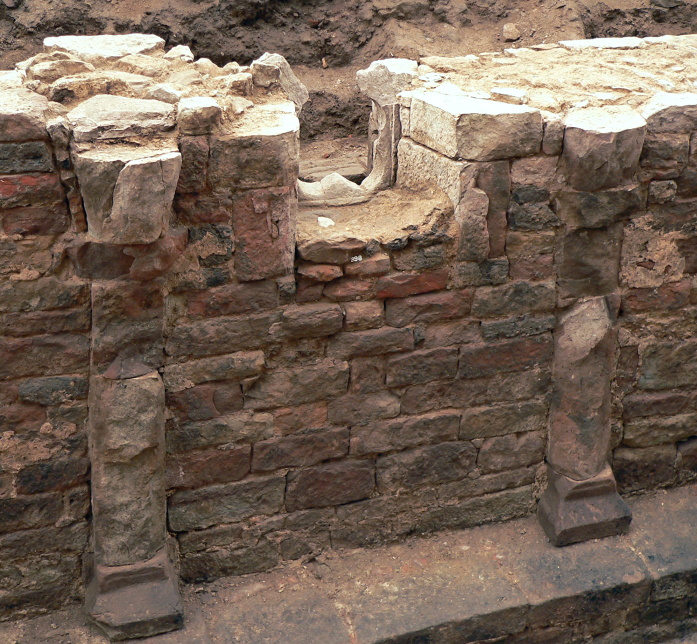
Südwand mit kleinem Fenster
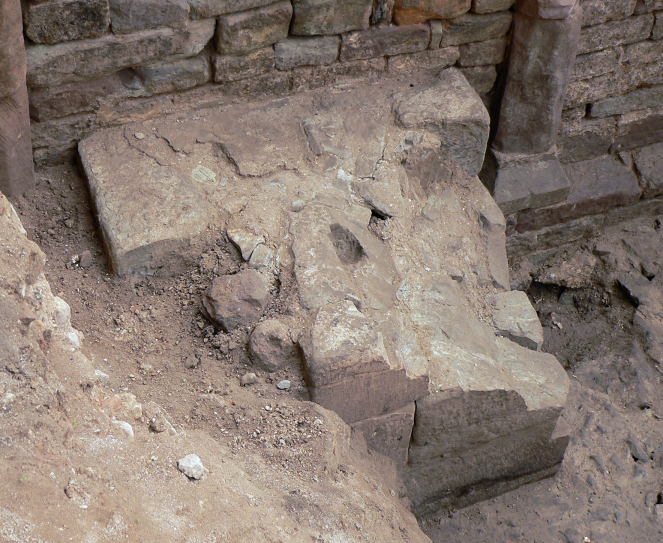
Aufgeschlagener Altar mit kleiner Vertiefung, wahrscheinlich für eine Reliquie
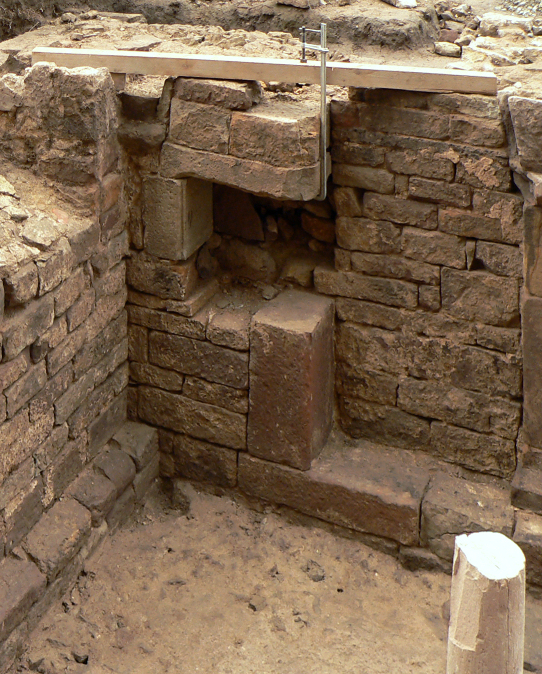
Sakramentenhäuschen
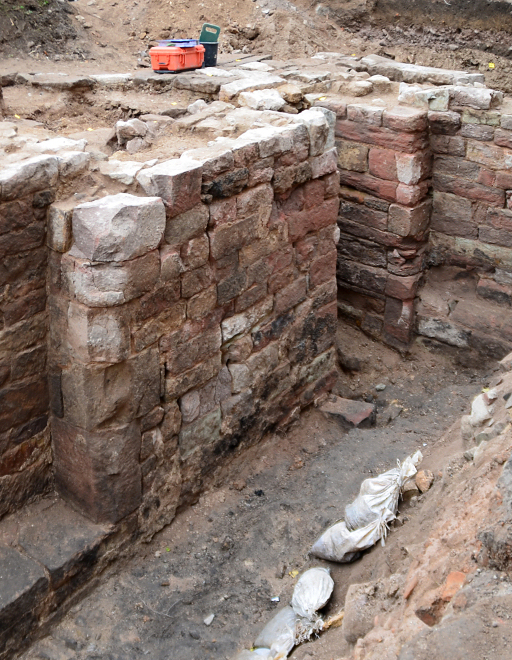
Fundament eines mutmaßlichen Vierungspfeilers

## Bewertung
Die Krypta wird als unterirdischer Kirchenraum eines Vorgängerbaus der 1893 abgerissenen St.-Martins-Kirche am Stiftsplatz angesehen. Historisch überliefert ist die Gründung des Petersstifts Nörten im Jahr 1055, wobei zu diesem Zeitpunkt eine bereits bestehende Kirche vermutet wird. Die Funde weisen aber darauf hin, dass die Krypta erst um 1130 entstanden ist. Das Ende der Krypta sehen die Archäologen im Dreißigjährigen Krieg, als im April 1626 Truppen des „tollen Christian“ den Ort plünderten und in Brand steckten, darunter die Kirche. Dabei könnte auch der Altar der Krypta, der bei der Ausgrabung freigelegt wurde, aufgeschlagen worden sein, um an eine darin eingemauerte Reliquie zu gelangen. Nach dem Überfall wurde die Krypta mit dem Schutt der darüber liegenden Kirche verfüllt und geriet in Vergessenheit. Möglicherweise dienten die Mauern der Krypta der zwischen 1636 und 1651 wiederaufgebauten Kirche als Fundament. Sie wurde erst 1893 wegen Baufälligkeit abgerissen, um dem 1895 fertiggestellten Neubau der heutigen Kirche zu weichen.
Für das Bistum Hildesheim hat die Krypta aufgrund der Qualität ihrer Ausführung und ihrer Größe baugeschichtlich wie auch kirchengeschichtlich eine hohe Bedeutung. Die Baudenkmalpflege des Bistums bewertet die Entdeckung als archäologische Sensation von europäischem Rang. Experten, wie der Bauforscher Cord Meckseper und Uwe Lobbedey als früherer Hauptkonservator des Westfälischen Museums für Archäologie, stufen die Entdeckung als herausragend ein.